# 賀德芬
賀德芬（1945年5月26日—），臺灣法學專家，國立臺灣大學法律學系名譽教授，曾代表台灣維新參選2020年中華民國立法委員選舉全國不分區及僑居國外國民立法委員。
1949年國民政府撤退來台時，賀德芬隨母親、妹妹從海南島搭乘輪船逃難到高雄。
1986年，成立台大教授聯誼會，後認為中國國民黨滲入組織內而退出。1980年代末期，帶領大學師生上街頭為修訂大學法請命；1990年在野百合學運擔任教授團之。2006年，與施明德等人一同發起反貪腐紅衫軍行動。

## 學歷
- 臺北市立第一女子高級中學
- 國立臺灣大學法律學系學士
- 美國華盛頓大學法學碩士

## 經歷
- 公視基金會第一屆常務監事
- 台灣媒體觀察教育基金會第一屆董事長
- 國立台灣大學法律學院 名譽教授
- 台灣維新2020年中華民國立法委員選舉全國不分區及僑居國外國民立法委員參選人

## 事件及爭議
- 2019年，屢次指控現任總統蔡英文的博士論文及學位造假，被蔡英文向地檢署提告「妨害名譽」[5]。2021年3月，獲台北地檢署不起訴處分。

## 作品節選
- 《疾風勁草：著作權的風雨歲月》華藝學術出版，作者：賀德芬，2011年3月29日出版。
- 《著作權法論文集：著作權的基礎磐石》華藝學術出版，作者：賀德芬，2012年1月17日出版。
- 《著作權法論文集：著作權的實務個案》華藝學術出版，作者：賀德芬，2012年4月1日出版。
- 《匍匐在高教改革的路上》華藝學術出版，作者：賀德芬，2018年4月1日出版。

## 外部連結
- 賀德芬 （页面存档备份，存于）